# Elezioni parlamentari in Corea del Nord del 2009
Le elezioni parlamentari in Corea del Nord del 2009 si tennero l'8 marzo per il rinnovo dell'Assemblea popolare suprema.
Secondo la KCNA, l'agenzia di stampa statale nordcoreana, l'affluenza fu del 99,98%, con ogni candidato che ricevette il 100% dei voti, ovviamente senza opposizione.
Venne presentato un solo candidato per ogni circoscrizione, e tutti i candidati facevano parte dell'unica coalizione legale in Corea del Nord, il Fronte Democratico per la Riunificazione della Patria.
Il dittatore Kim Jong-il venne candidato (e quindi eletto) nella circoscrizione n° 333. Inizialmente era previsto che le elezioni si tenessero nell'agosto 2008 ma vennero rinviate per motivi sconosciuti. Gli osservatori della Corea del Nord ipotizzarono che la posticipazione fosse legata alla cattiva salute di Kim Jong-il, che difatti morì due anni dopo.

## Preparazioni
L'11° Assemblea popolare suprema venne sciolta e il 7 gennaio 2009 vennero indette elezioni per le 687 circoscrizioni elettorali della Corea del Nord. Le elezioni dovevano tenersi originariamente secondo la costituzione della Corea del Nord nell'agosto 2008.
La posticipazione non venne ufficialmente spiegata, ma si crede che fosse correlata alla salute di Kim Jong-il, morto due anni dopo. Le elezioni arrivarono anche dopo un significativo rimpasto di governo negli ultimi mesi, che vide la sostituzione di almeno 5 membri del governo. Le elezioni sono state indette per l'8 marzo 2009 consentendo un congedo per un periodo di "campagna elettorale" di 60 giorni.
Dopo lo scioglimento, i comitati di nomina in tutti i 687 distretti nominarono Kim Jong-il a candidarsi alle elezioni. Il 333º distretto fu il primo a presentare la candidatura, così egli decise di candidarsi in quel distretto. Nella precedente assemblea, Kim Jong-il rappresentava il 649º distretto elettorale.

## Procedure di voto
La registrazione degli elettori fu condotta dagli uffici di registrazione dei residenti dell'Agenzia di sicurezza nazionale. Il completamento delle liste elettorali ebbe anche l'effetto collaterale di scoprire residenti scomparsi che potrebbero aver disertato e lasciato il paese. Emersero accuse di tangenti pagate a funzionari che conducevano campagne di registrazione per dichiarare deceduti i membri delle famiglie che disertarono. Il termine ultimo per la registrazione degli elettori per le elezioni fu il 4 marzo 2009.
Le tangenti stesse vennero trascurate dall'Agenzia di sicurezza nazionale poiché il governo nordcoreano richiede che le liste siano complete per garantire che ci sia il 100% di affluenza alle urne. È più facile considerare le persone scomparse come morte che avere una lista di elettori incompleta.
Il voto per i deputati dell'Assemblea popolare suprema nel 2009 consisteva nell'utilizzo di schede cartacee contenenti il nome di un singolo candidato nominato in ogni distretto. Per indicare il sostegno al candidato, una scheda elettorale veniva lasciata nella casella senza contrassegno. Se l'elettore non sosteneva un candidato, doveva cancellare il nome del candidato prima di rinunciare alla votazione.
Il metodo di voto era diverso dalle elezioni precedenti. Nelle elezioni precedenti, il sistema consisteva in due urne in ogni seggio elettorale. Le urne, una nera e una bianca, dovevano indicare il sostegno a favore o contro un candidato. Non esiste un sistema per gestire le votazioni per assenza per i nordcoreani che vivono all'estero e non sembra esserci un sistema di voto avanzato. I voti per procura vennero ordinati dai familiari dei disertori nordcoreani che erano stati detenuti nelle carceri in Cina. Tutte le votazioni e la convalida dei rendiconti ufficiali sono supervisionate dal Comitato elettorale centrale.
Il voto dovrebbe essere un processo segreto, ma con tale metodo di votazione diventa ovvio chi si oppone ai candidati. Le sanzioni per votare contro un candidato o per non votare sono severe. Un membro dell'Agenzia di sicurezza nazionale era di stanza in ogni seggio elettorale per tenere d'occhio le persone che usavano o guardavano la penna.

## Giorno delle elezioni
Il giorno delle elezioni iniziò con la pubblicazione di editoriali su tutti i media statali, incoraggiando la partecipazione degli elettori. La votazione iniziò ufficialmente alle 9:00 ora locale. Anche i cittadini di nazioni straniere residenti in Corea del Nord vennero incoraggiati a votare se lo desideravano.
A mezzogiorno del giorno delle elezioni, l'agenzia di stampa centrale coreana riferì che il 71% degli elettori nordcoreani registrati si era presentato a votare.
Gli elettori della Corea del Nord si vestirono bene per il giorno delle elezioni, indossando i tradizionali Hanbok coreani.
L'elezione più seguita fu quella della circoscrizione n° 333, dove l'unico candidato era il dittatore Kim Jong-il. Il 9 marzo 2009, i media statali nordcoreani annunciarono che Kim Jong-il era stato rieletto in parlamento all'unanimità. Il comitato elettorale dichiarò anche che il 99,98% di tutti gli elettori registrati aveva preso parte alle votazioni, con il 100% dei voti per il proprio candidato in ciascun distretto.
L'elezione fu un evento in gran parte pacifico, ma a Mundeuk, nella provincia del P'yŏngan Meridionale, si verificarono alcuni atti vandalici sui manifesti dei candidati con graffiti contro le elezioni.

## Risultati
| Coalizione                                            | Liste     | Liste                              | Voti | %     | Seggi |
| ----------------------------------------------------- | --------- | ---------------------------------- | ---- | ----- | ----- |
| Fronte Democratico per la Riunificazione della Patria |           | Partito del Lavoro di Corea        |      | 100   | 606   |
| Fronte Democratico per la Riunificazione della Patria |           | Partito Socialdemocratico di Corea |      | 100   | 50    |
| Fronte Democratico per la Riunificazione della Patria |           | Partito Chondoista Chongu          |      | 100   | 22    |
| Fronte Democratico per la Riunificazione della Patria |           | Chongryon                          |      | 100   | 6     |
| Fronte Democratico per la Riunificazione della Patria |           | Altri                              |      | 100   | 3     |
| Totale                                                | Totale    | Totale                             |      | 100   | 687   |
| Affluenza                                             | Affluenza | Affluenza                          |      | 99,98 |       |
| Fonte:                                                |           |                                    |      |       |       |